# Зарица
Зарица е село в Североизточна България. То се намира в община Главиница, област Силистра.

## География
Село Зарица се намира на 67 км от град Силистра, на 16,9 км от град Главиница и на 31,5 км от град Дулово.
Селото се намира на 390 км от столицата София и на 157 км от град Букурещ.
Селото се намира на територията на историко-географската област Южна Добруджа.
Климатът е умереноконтинентален с много студена зима и горещо лято. Районът е широко отворен на север и на североизток. През зимните месеци духат силни, студени североизточни ветрове, които предизвикват снегонавявания. През лятото често явление е появата на силни сухи ветрове, които пораждат ерозия на почвата. Преобладаващата надморска височина е от 192 до 210 м. Почвите са плодородни – черноземи. Отглежда се главно пшеница, царевица и слънчоглед.
Селото е заобиколено от обширни и много гъсти гори, в които животинският свят е много богат. Срещат се благороден елен, елен лопатар, дива свиня, сърна, чакал, дива котка, лисица, муфлон и много други видове.
- Село Зарица от високо
- Село Зарица и околностите

## История
Старото наименование на село Зарица е било Камерлер (Camerler). От 1913 до 1940 година, село Зарица попада в границите на Румъния, която тогава окупира Южна Добруджа. По силата на Крайовската спогодба село Зарица е върнато на България през 1940 г.

## Религии и етнически състав
Населението на Зарица е съставено от етнически турци, изповядващи религията ислям.
Според преброяването, проведено през 1930 г., населението на Камерлер е било 519 жители, главно турци (81,31%), румънци (11,94%) и цигани (6,35%).
|         | Численост | Дял (в %) |
| Общо    | 421       | 100,00%   |
| ------- | --------- | --------- |
| Българи | 0         | 0%        |
| Турци   | 417       | 99,05%    |
| Роми    | 4         | 0,95%     |

## Личности
- Сафет Халид[4][5][6][7], който придобива световноизвестна популярност спасявайки щъркели от измръзване и сигурна смърт през 2018 г. Подвизите му достигат и до британския всекидневник Гардиън, който коментира постъпката му като героична и достойна.
- Мехмед Музеккя Джон